# Jane Alexander
Jane Alexander (født 28. oktober 1939) er en amerikansk skuespiller og forfatter. Alexander scenedebuterede i 1964. Hun spiller primært på scenen, men har også spillet adskillige mindeværdige roller i film og tv, herunder Alle præsidentens mænd.

## Filmografi (udvalg)
- 1970 – Det store hvide håb
- 1976 – Alle præsidentens mænd
- 1979 – Kramer mod Kramer
- 1983 – Testament
- 1999 – Æblemostreglementet
- 2002 – The Ring
- 2006 – Fur
- 2007 – A Cup of Love

## Tv (udvalg)
- 1980 - Playing for Time
- 1975 - Eleanor and Franklin